# Ezequiel (profeta)
Ezequiel  (en hebreo: יְחֶזְקֵאל) transliterado: Yejezkel) significa "Mi fortaleza es Ēl". Fue según la Biblia, un profeta hebreo que ejerció su ministerio entre 586 y 538 a. C., durante el cautiverio judío en Babilonia.
El Libro de Ezequiel constituye la fuente primaria, del cual es protagonista, principal autor y de donde se extraen sus profecías. Su mensaje trata de reverencia para la santidad de Dios e incluyó reflexiones sobre la futura reconstrucción del Templo de Jerusalén, enfatizando asimismo la responsabilidad moral de cada individuo.

## Biografía
A diferencia de otros profetas, Ezequiel tuvo importantes revelaciones en forma de visiones simbólicas que según la creencia hebrea le fueron transmitidas por Yahvéh. Ezequiel provee descripciones detalladas de sus visiones. En su primera visión, Ezequiel percibió el tetramorfos, es decir, los cuatro seres vivientes tirando de un carro celestial.
Sus profecías advirtieron de la destrucción inminente de Jerusalén, condenaron las prácticas idólatras y predijeron la restauración de Israel.
Ezequiel vivió en la misma época que el profeta  Jeremías, tornándose profeta durante el exilio babilónico. Estaba casado (Ezequiel 24, 18), era hijo de Buzí, de linaje sacerdotal, fue llevado cautivo a Babilonia junto con el rey Joaquín de Judá (597 a. C.) y permaneció en una ciudad de Mesopotamia llamada Tel-Abib, cerca de Nipur en Caldea, a orillas del río Cobar. Cinco años después, a los treinta de edad (cf. 1, 1), Yahvé lo llamó al cargo de profeta, que él ejerció entre los desterrados durante 22 años, hasta el año 570 a. C.
A pesar de las calamidades del destierro y de los falsos profetas, los cautivos no dejaban de abrigar esperanzas de que el cautiverio terminaría pronto y de que Yahvé restauraría la ciudad de Jerusalén y su Templo (Jer. 7).
Con la caída de Jerusalén y la destrucción del Templo, no pocos habían perdido la fe. La misión de Ezequiel consistió en combatir la idolatría, la corrupción por las malas costumbres, y las ideas erróneas acerca del pronto regreso a Jerusalén; para consolar a su pueblo, predicó la esperanza del tiempo mesiánico.
El Libro de Ezequiel comprende un prólogo, que relata el llamamiento del profeta (caps. 1-3), y tres partes principales: la primera (caps. 4-24) comprende las profecías acerca de la ruina de Jerusalén; la segunda (caps. 25-32), el castigo de los pueblos enemigos de Judá; y la tercera (caps. 33-48), la restauración.
En la última sección de su profecía (40-48), Ezequiel describe detalladamente la restauración de Israel después del cautiverio: el Templo y la ciudad de Jerusalén, así como sus arrabales y la tierra prometida repartida equitativamente entre las doce tribus israelitas.
Las profecías de Ezequiel se caracterizan por la riqueza de alegorías, imágenes y acciones simbólicas; san Jerónimo se refiere a ellas como el "mar de la palabra divina" y el "laberinto de los secretos de Dios".
Ezequiel es venerado como profeta en el judaísmo, cristianismo, islam y bahaísmo.
Según la tradición judía, Ezequiel murió mártir.

## Interpretaciones doctrinarias del ministerio de Ezequiel

### La profecía sobre Gog de la tierra de Magog
En relación con esta profecía, Ezequiel indica lo siguiente:
‘Esto es lo que ha dicho el Señor Soberano Yahvé: “¿No será en aquel día en que mi pueblo Israel esté morando en seguridad que tú [lo] sabrás? Y ciertamente vendrás de tu lugar, de las partes más remotas del norte, tú y muchos pueblos contigo, todos ellos montados a caballo, una gran congregación, hasta una numerosa fuerza militar. Y de seguro subirás contra mi pueblo Israel, como nubes para cubrir el país. En la parte final de los días ocurrirá, y ciertamente te traeré contra mi tierra, con el propósito de que las naciones me conozcan cuando me santifique en ti delante de sus ojos, oh Gog" (cf. Ezequiel 38,14-16).

### Impureza por el pecado y la santidad de Yahveh
Con su palabra y con su silencio, Ezequiel fue el advertidor de Israel rebelde. Todo pueblo tiene en su historia un pecado continuo, pero lo interesante es la idea que este profeta tiene del pecado. Pecado es la ofensa a la santidad de Dios (Yahveh) y la transgresión de un orden sagrado, o de unas órdenes sagradas. Degollar a un inocente, es indigno para Ezequiel, sobre todo por la profanación del templo que ello ocasiona (Ezequiel 23,39). Se explica así, la responsabilidad enorme que recae sobre los sacerdotes, guardianes del templo (Ezequiel 22,26). Para el hebreo había lo puro y lo impuro y Yahveh era quien definía la esfera de lo santo a lo puro, lo impuro y profano (Ezequiel 8, 6-17). El problema era saber por dónde corría o cuál era la relación de Israel con Yahveh. Porque el pueblo judío debía ir siempre en marcha, y Yahveh con él alumbrándole el camino.
No basta con señalar que lo que define la santidad en Israel es su relación con Yahveh. Hay que tener en cuenta, la jerarquía de valores de santidad y pureza, impureza y profano. De esta forma lo santo es el valor absoluto. Y toda purificación está al servicio de la santificación. La pureza está en apartarse de lo impuro, porque desagrada a Yahveh y además hay que agradar a Dios en la santidad. Por esto Ezequiel denuncia con vehemencia las impurezas y abominaciones de Israel.
No se puede decir que Ezequiel sea un predicador moralizante, sino un predicador de las costumbres buenas de los hombres ante Yahveh.
Para descubrir y denunciar el pecado, el profeta dispone de una serie de criterios que le ofrece la tradición sacerdotal: los mandamientos de la Ley. Así, los mandamientos eran dados y recibidos como señal visible de pertenencia al pecado delante de Yahveh.
Como resultado de un examen de conciencia, tras reconocer lo impuro y malo a los ojos de Yahveh, el profeta debe predecir la destrucción a la ciudad sanguinaria por estar contaminada (Ezequiel 22, 3-4).
Ezequiel cumplía su oficio encomendado de profeta, que anuncia la ruina del templo y de guardián del santuario donde mora la gloria de Yahveh. Entonces la gloria y la santidad de Yahveh, habitaban en medio de su pueblo para procurarle la vida. Después de todo, el nombre de Yahvéh, es un nombre de gracia y perdón.
Con el destierro como castigo, Yahveh pretendía salvar, purificar, santificar y renovar a Israel. La santidad al hombre mismo es en definitiva lo único que hace honor a Yahveh, porque no obliga a este a recurrir al castigo.

### Comunidad y persona
Al sentir Ezequiel el peso crítico de la comunidad desterrada por Dios, responde al pueblo: “el que muera, será por su propia culpa...”(Ezequiel 18,3-4). Es interesante el contraste de Ezequiel de lo individual a lo comunitario. Por una parte trata de la responsabilidad y libertad personales y por otra, emite juicios globales y de grandes secuencias históricas.
En el espíritu hebreo parece coexistir dos esquemas de pensamiento; análogos a los siguientes enunciados:
- Justicia electiva: Dios escoge un pueblo, le da una ley y lo bendice. Lo castiga de manera pedagógica para provocar el arrepentimiento. Este sistema concierne al pueblo.
- Justicia retributiva: Se cuenta la observancia y las transgresiones sin dejar de ser un don divino, es un programa humano de acciones meritorias y satisfacción por los pecados, y su juicio particular sobre unas y otras. Este sistema concierne al individuo.

Se puede distinguir de lo anterior dos momentos así:
- Momento de lo comunitario (Israel antiguo).

Uno no se pierde ni se salva solo. Esta es la primera enseñanza de Israel. En este primer período la salvación se materializa en recompensas terrenas y el pecado se castiga con desastres temporales. Predomina la idea de la solidaridad, idea que se va purificando a medida que el grupo étnico se va haciendo más comunidad religiosa.
- Momento de la persona (destierro y restauración).

Ezequiel los hizo a todos solidarios porque vio a cada uno comulgando con la conducta culpable de sus antepasados, lo mismo que con la de sus contemporáneos. Pero el proverbio de los hijos que tienden a realizar lo mismo que sus padres, es considerado por la nueva generación como algo de lo cual se considera independiente de sus antepasados (Ezequiel 18,2). Y a ella le da razón Ezequiel cuando afirma que en la nueva era, cada uno va a estar delante de Dios con lo que es, bueno o malo y no con lo que otros fueron o con lo que fue él mismo (Ezequiel 18, 4). Cuando se forma un Israel más cualitativo y lo personal aflora en variadas manifestaciones.
Finalmente a Ezequiel se le ha llamado el “padre del judaísmo”, por haber inspirado y orientado, con su visión sacerdotal de Israel futuro, la resurrección posexílica y la existencia ulterior del pueblo judío.
La temática teológica del profeta anteriormente mencionada, justifica en buena parte este apelativo.

## Galería

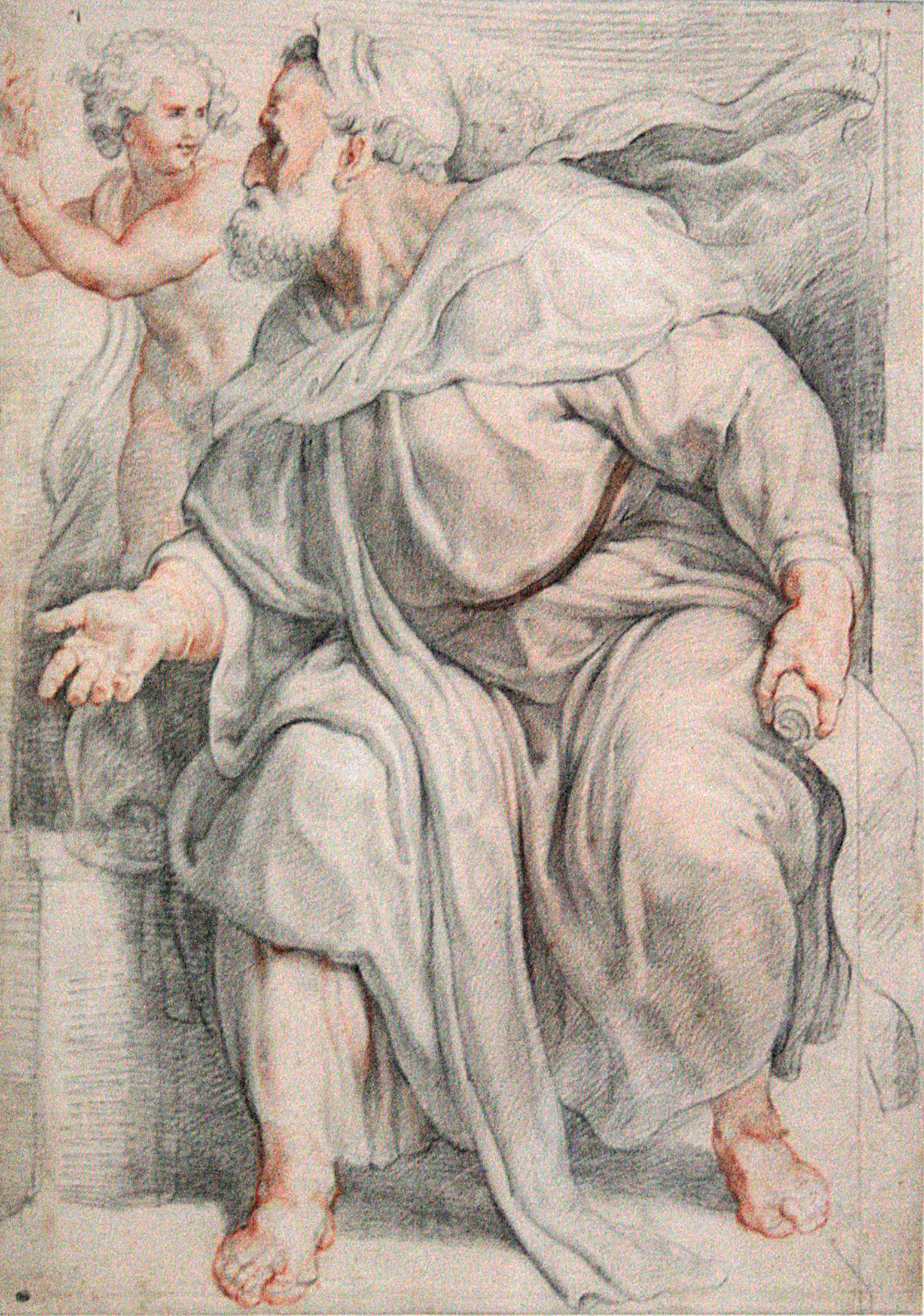
Ezequiel, por Pedro Pablo Rubens, 1609-1610. Louvre. Copia de la figura homónima desarrollada por Miguel Ángel en la Capilla Sixtina.
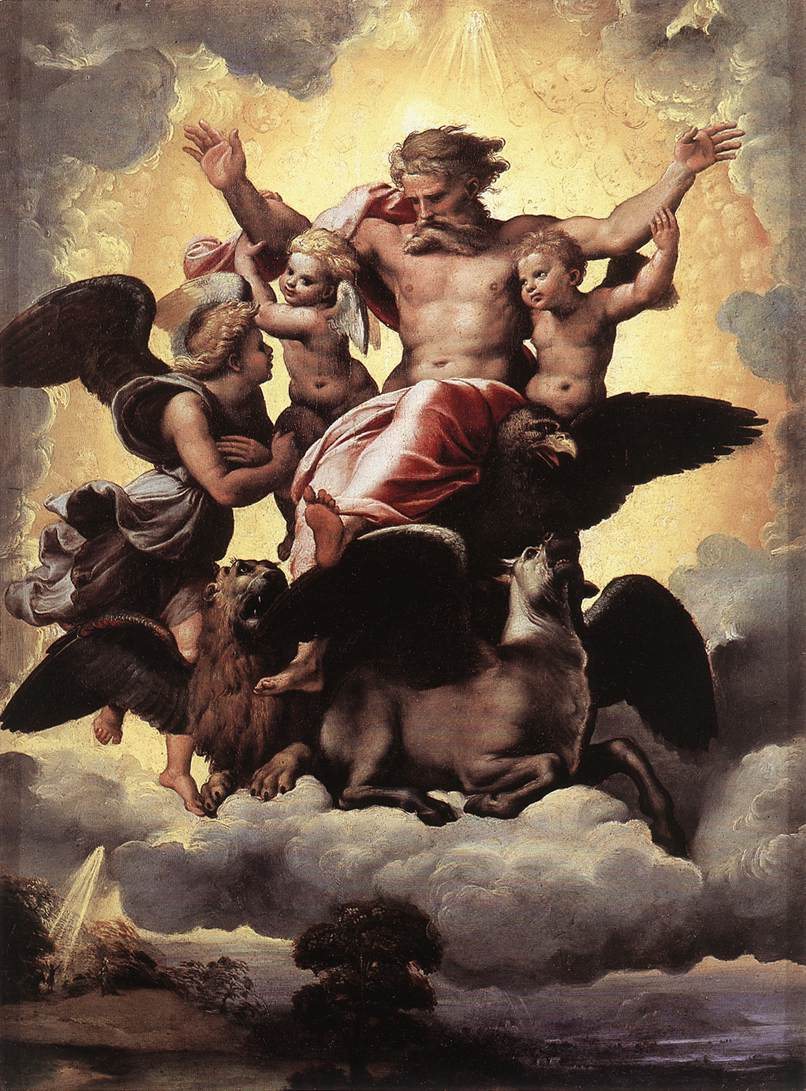
Visión de Ezequiel. Rafael Sanzio, c. 1518.
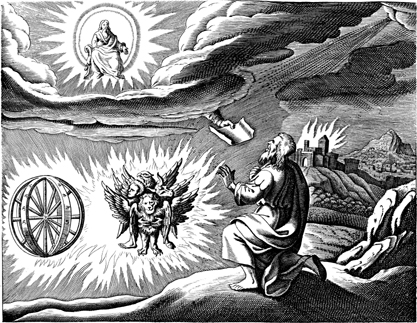
Visión de Ezequiel, 1670.
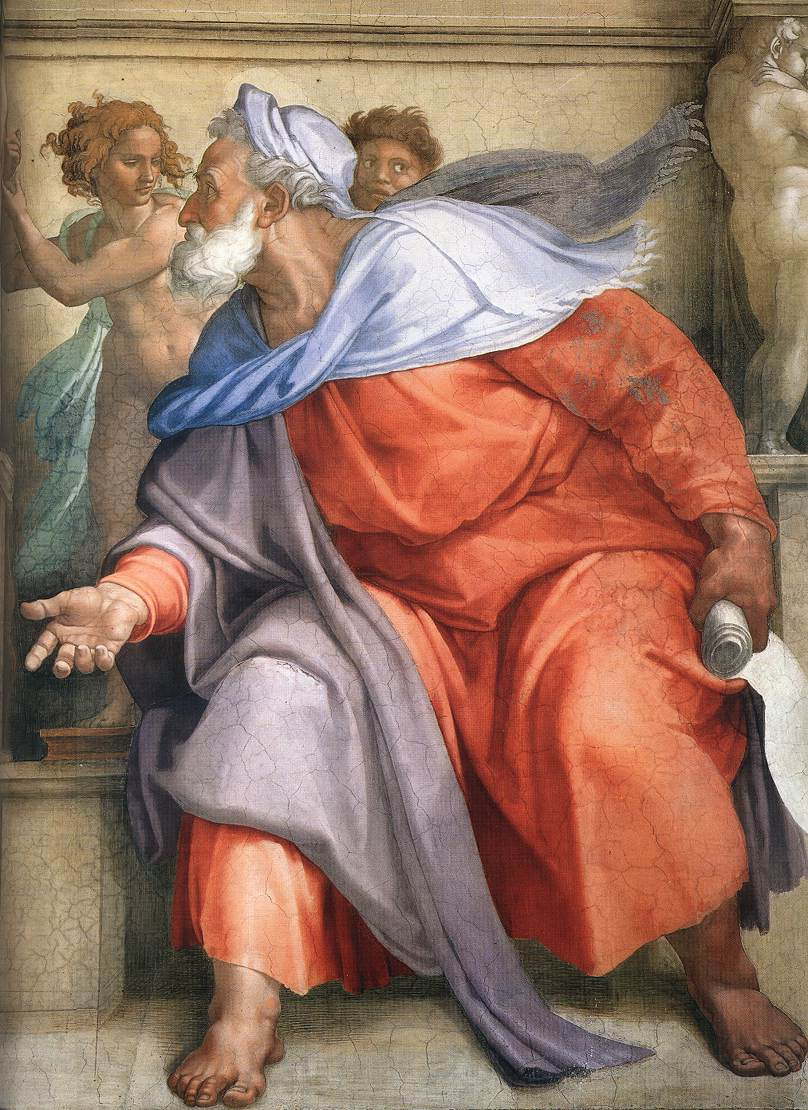
El profeta Ezequiel. Miguel Ángel, 1510.
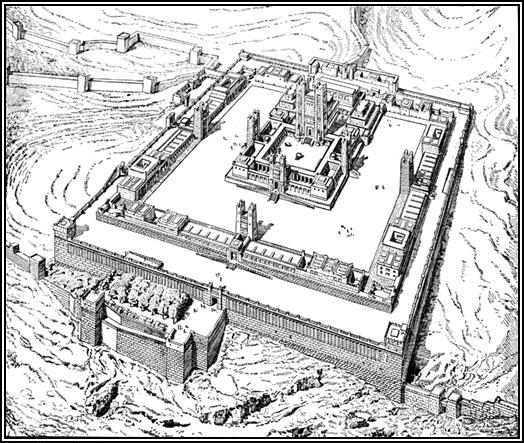
El Templo de Jerusalén según la visión del profeta Ezequiel, Charles Chipiez, 1887.
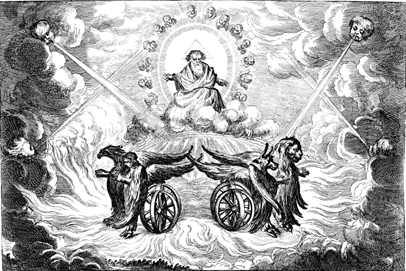
Primera visión de Ezequiel, 1702.
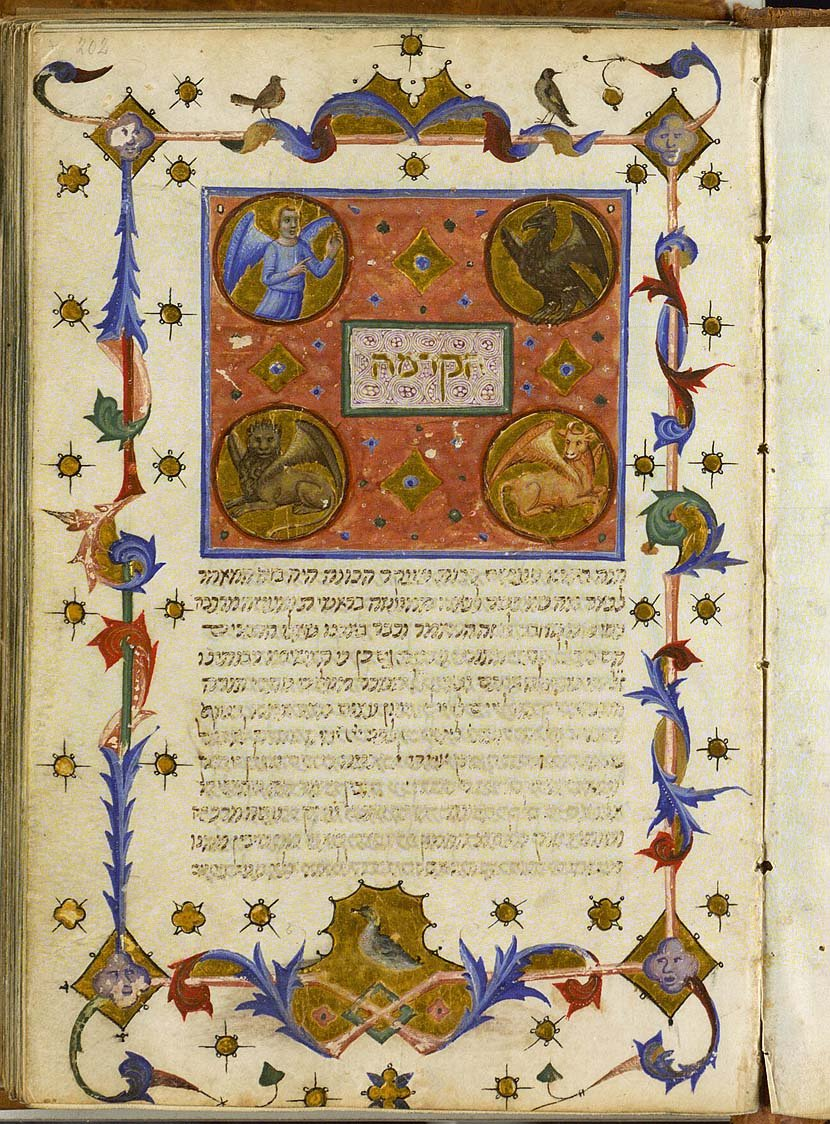
Los tetramorfos de la primera visión de Ezequiel en una página de la Guía de los Perplejos de Maimónides en hebreo, Cataluña, 1348).
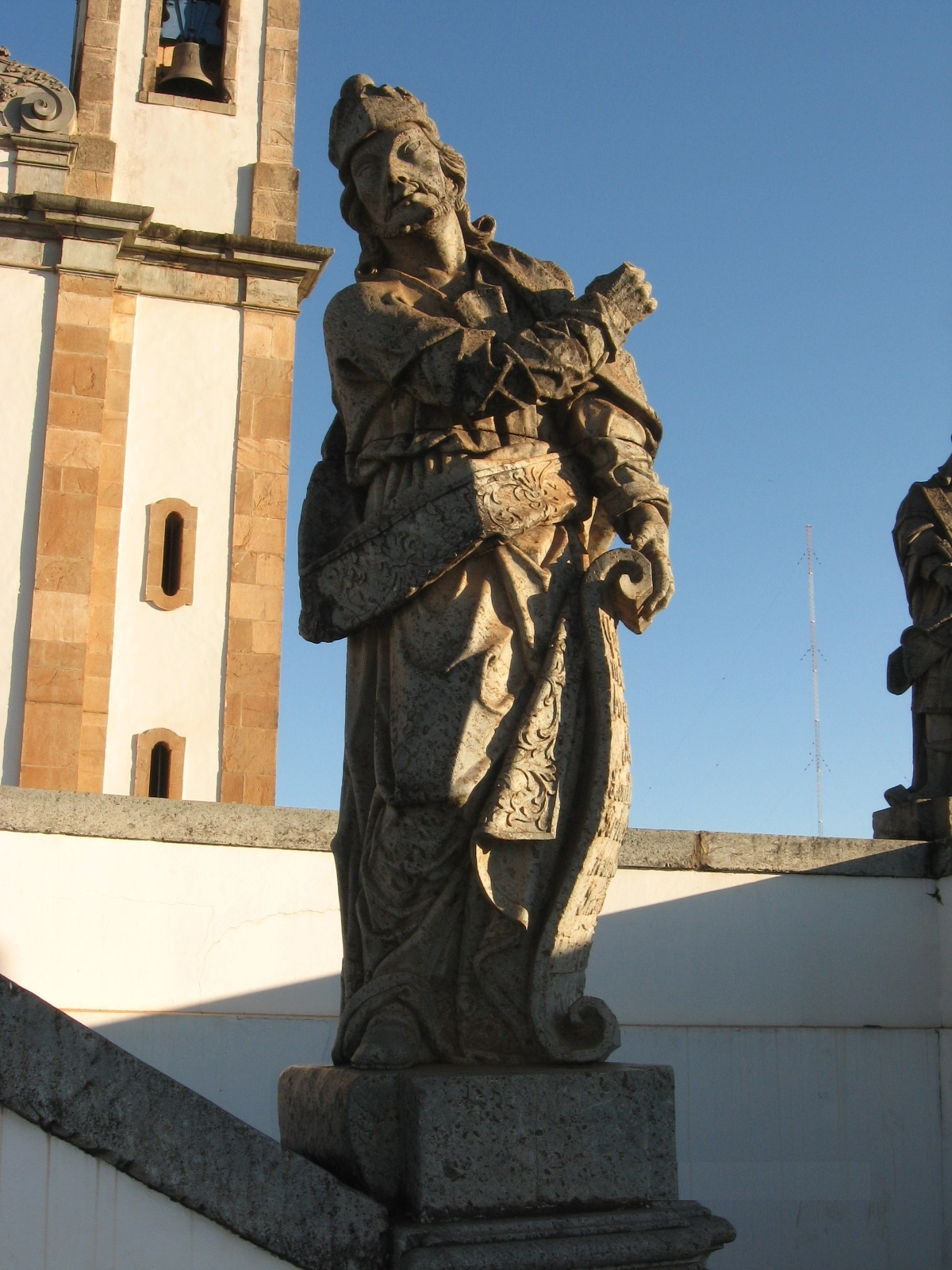
Ezequiel, por Aleijadinho, 1800-5.

| Predecesor: Habacuc (profeta) | Profeta de Israel | Sucesor: Hageo (profeta) |